# Сеница (окръг)
Окръг Сеница (на словашки: okres Senica) е окръг в Търнавския край на Словакия. Граничи с Чехия и Австрия. Център на окръга и негов най-голям град е едноименният Сеница. Площта му е 683,4 км², а населението е 59 749 души (по преброяване от 2021 г.).

## Статистически данни
Национален състав:
- Словаци 97,2 %
- Чехи 1,1 %
- Цигани 0,9 %

Конфесионален състав:
- Католици 70,1 %
- Лютерани 12 %